# Teinoptera
Teinoptera là một chi bướm đêm thuộc họ Erebidae.

## Các loài
- Teinoptera culminifera Calberla, 1891
- Teinoptera gafsana (Blachier, 1905)
- Teinoptera lunaki Boursin, 1940
- Teinoptera oliva Staudinger, 1895
- Teinoptera olivina (Herrich-Schäffer, 1852)